# Guildford (circonscription du Parlement britannique)
Circonscription parlementaire de la Chambre des communes
La circonscription de Guildford  est une circonscription parlementaire britannique située dans le Surrey.
La ville de Guildford envoie des représentants au Parlement d'Angleterre dès le Parlement modèle de 1295 et est représentée à la Chambre des communes du Parlement britannique.

## Members of Parliament

### MPs 1295–1640
| Parlement  | Premier membre                                                                      | Second membre                                                       |
| ---------- | ----------------------------------------------------------------------------------- | ------------------------------------------------------------------- |
| 1377       | Henry Colas                                                                         |                                                                     |
| 1381       | Robert atte Mille                                                                   |                                                                     |
| 1386       | John Gatyn                                                                          | Henry Marlborough                                                   |
| 1388 (fev) | John Bonet                                                                          | Robert Chesenhale                                                   |
| 1388 (sep) | John Thorne                                                                         | Robert Vinter                                                       |
| 1390 (jan) | Thomas Brocas                                                                       | Robert Vinter                                                       |
| 1390 (nov) |                                                                                     |                                                                     |
| 1391       | John Gatyn                                                                          | Robert Vinter                                                       |
| 1393       | John Thorne                                                                         | Henry Colas                                                         |
| 1394       |                                                                                     |                                                                     |
| 1395       | John Gatyn                                                                          | Thomas Brocas                                                       |
| 1397 (jan) | John Gatyn                                                                          | John Bonet                                                          |
| 1397 (sep) | Robert Chesenhale                                                                   | Robert Vinter                                                       |
| 1399       | John Gatyn                                                                          | John Bonet                                                          |
| 1401       | John Gatyn                                                                          | Robert Hornmede                                                     |
| 1402       | Robert atte Mille                                                                   | John Cross                                                          |
| 1404 (jan) | John Gatyn                                                                          | Thomas Brocas                                                       |
| 1404 (oct) |                                                                                     |                                                                     |
| 1406       | William Gregory                                                                     | Henry Rose                                                          |
| 1407       | Robert Hull                                                                         | John Wharton                                                        |
| 1410       |                                                                                     |                                                                     |
| 1411       |                                                                                     |                                                                     |
| 1413 (fev) |                                                                                     |                                                                     |
| 1413 (mai) | Ralph Wimbledon                                                                     | Richard Eton                                                        |
| 1414 (avr) |                                                                                     |                                                                     |
| 1414 (nov) | William Waterman                                                                    | Geoffrey Mudge                                                      |
| 1415       | Thomas Ingram                                                                       | William Weston                                                      |
| 1416 (mar) | John Hipperon                                                                       | Richard Eton                                                        |
| 1416 (oct) |                                                                                     |                                                                     |
| 1417       | William Walsh                                                                       | John Gregg                                                          |
| 1419       | John Stoughton                                                                      | William Weston                                                      |
| 1420       | Richard Woking                                                                      | John Wharton                                                        |
| 1421 (mai) | Thomas Waller                                                                       | John Gregg                                                          |
| 1421 (dec) | Thomas Waller                                                                       | Richard Woking                                                      |
| 1510-1523  | Aucun nom connu                                                                     |                                                                     |
| 1529       | Sir Thomas Palmer                                                                   | John Dale                                                           |
| 1536       | ?                                                                                   |                                                                     |
| 1539       | ?William Fitzwilliam                                                                | ?John Bourne                                                        |
| 1542       | Sir John Baker                                                                      | William Fitzwilliam                                                 |
| 1545       | Anthony Browne                                                                      | Thomas Elyot                                                        |
| 1547       | Sir Anthony Browne                                                                  | Thomas Elyot, décédé repl et repl. en Jan 1552 par Thomas Stoughton |
| 1553 (mar) | ?                                                                                   |                                                                     |
| 1553 (oct) | William More                                                                        | William Hammond                                                     |
| 1554 (avr) | George Tadlow                                                                       | William Hammond                                                     |
| 1554 (nov) | Henry Polsted                                                                       | William More                                                        |
| 1555       | Henry Polsted                                                                       | William More                                                        |
| 1558       | Edward Popham                                                                       | William Hammond                                                     |
| 1559       | Sir Thomas Palmer                                                                   | Thomas Stoughton                                                    |
| 1562/3     | Thomas Bromley                                                                      | John Austen                                                         |
| 1571       | Peter Osborne                                                                       | Henry Knollys                                                       |
| 1572       | William More                                                                        | Thomas Stoughton, died and repl. Jan 1581 by Lawrence Stoughton     |
| 1584       | George More                                                                         | Laurence Stoughton                                                  |
| 1586       | George More                                                                         | Laurence Stoughton                                                  |
| 1588       | Sir William More                                                                    | George More                                                         |
| 1593       | George More                                                                         | Laurence Stoughton                                                  |
| 1597       | Sir William More I                                                                  | Sir Robert Southwell                                                |
| 1601       | Robert More                                                                         | William Jackson                                                     |
| 1604       | Sir George More                                                                     | George Austen                                                       |
| 1614       | Sir Robert More                                                                     | George Stoughton                                                    |
| 1621       | Sir Robert More                                                                     | John Murray                                                         |
| 1624       | Sir Robert More                                                                     | Nicholas Stoughton                                                  |
| 1625       | Sir Robert More                                                                     | Robert Parkhurst, jnr                                               |
| 1626       | Richard Shilton Shilton n'a pas pris place et a été remplacé par Sir William Morley | Robert Parkhurst, jnr                                               |
| 1628       | Robert Parkhurst                                                                    | Poynings More                                                       |
| 1629–1640  | Aucun parlement convoqué                                                            | Aucun parlement convoqué                                            |

### MPs 1640–1868
avant 1868, la circonscription était représentée conjointement par deux MPs
| Election                | 1er Membre                         | 1er Membre                                      | 1er Parti                                       | 2e Membre                                       | 2e Membre                                       | 2e Parti                                        |
| ----------------------- | ---------------------------------- | ----------------------------------------------- | ----------------------------------------------- | ----------------------------------------------- | ----------------------------------------------- | ----------------------------------------------- |
| avril 1640              |                                    | Sir Robert Parkhurst                            | Parlementaire                                   |                                                 | George Abbotts                                  | Parlementaire                                   |
| novembre 1640           |                                    | Sir Robert Parkhurst                            | Parlementaire                                   |                                                 | George Abbotts                                  | Parlementaire                                   |
| 1645                    |                                    | Sir Robert Parkhurst                            | Parlementaire                                   |                                                 | Nicholas Stoughton                              |                                                 |
| 1648                    |                                    | ?                                               |                                                 |                                                 | ?                                               |                                                 |
| 1653                    |                                    | Guildford non représenté au Parlement Barebones | Guildford non représenté au Parlement Barebones | Guildford non représenté au Parlement Barebones | Guildford non représenté au Parlement Barebones | Guildford non représenté au Parlement Barebones |
| 1654                    |                                    | Richard Hiller or HIllier                       |                                                 |                                                 | siège seulement                                 |                                                 |
| 1656                    |                                    | Colonel John Hewson                             |                                                 |                                                 | siège seulement                                 |                                                 |
| 1659                    |                                    | Carew Raleigh                                   |                                                 |                                                 | Robert Parkhurst                                |                                                 |
| 1660                    |                                    | Richard Onslow                                  |                                                 |                                                 | Arthur Onslow                                   |                                                 |
| 1664                    |                                    | Thomas Dalmahoy                                 |                                                 |                                                 | Arthur Onslow                                   |                                                 |
| mars 1679               |                                    | Thomas Dalmahoy                                 | Richard Onslow                                  | Whig                                            |                                                 |                                                 |
| octobre 1679            |                                    | Morgan Randyll                                  | Richard Onslow                                  | Whig                                            |                                                 |                                                 |
| 1685                    |                                    | Heneage Finch                                   | Richard Onslow                                  | Whig                                            | Tory                                            |                                                 |
| 1689                    |                                    | Foot Onslow                                     |                                                 |                                                 | John Weston                                     | Tory                                            |
| 1690                    |                                    | Foot Onslow                                     | Morgan Randyll                                  |                                                 |                                                 |                                                 |
| 1701                    |                                    | Denzil Onslow                                   | Morgan Randyll                                  | Whig                                            |                                                 |                                                 |
| 1705                    |                                    | Denzil Onslow                                   | Robert Wroth                                    | Whig                                            |                                                 |                                                 |
| 1708                    |                                    | Denzil Onslow                                   | Morgan Randyll                                  | Whig                                            |                                                 |                                                 |
| 1710                    |                                    | Denzil Onslow                                   | Robert Wroth                                    | Whig                                            |                                                 |                                                 |
| 1711                    |                                    | Denzil Onslow                                   | Morgan Randyll                                  | Whig                                            |                                                 |                                                 |
| 1713                    |                                    | Sir Richard Onslow, Bt                          | Morgan Randyll                                  | Whig                                            |                                                 |                                                 |
| 1714                    |                                    | Denzil Onslow                                   | Morgan Randyll                                  | Whig                                            |                                                 |                                                 |
| 1717                    |                                    | Robert Wroth                                    | Morgan Randyll                                  |                                                 |                                                 |                                                 |
| 1720                    |                                    | Arthur Onslow                                   | Morgan Randyll                                  | Whig                                            |                                                 |                                                 |
| 1722                    |                                    | Arthur Onslow                                   | Thomas Brodrick                                 | Whig                                            |                                                 |                                                 |
| 1727                    |                                    | Arthur Onslow                                   | Colonel Richard Onslow                          | Whig                                            |                                                 |                                                 |
| 1728                    |                                    | Henry Vincent                                   | Colonel Richard Onslow                          |                                                 |                                                 |                                                 |
| 1734                    |                                    | Hon. Richard Onslow                             | Colonel Richard Onslow                          |                                                 |                                                 |                                                 |
| Élection partielle 1740 |                                    | Denzil Onslow                                   | Colonel Richard Onslow                          |                                                 |                                                 |                                                 |
| 1747                    |                                    | Sir John Elwill, Bt                             | Colonel Richard Onslow                          | Tory                                            |                                                 |                                                 |
| Élection partielle 1760 |                                    | Sir John Elwill, Bt                             | George Onslow                                   | Tory                                            | Tory                                            |                                                 |
| 1768                    |                                    | Sir Fletcher Norton                             | George Onslow                                   |                                                 | Tory                                            |                                                 |
| Élection partielle 1782 |                                    | William Norton                                  | George Onslow                                   |                                                 | Tory                                            |                                                 |
| 1784                    |                                    | Vicomte Cranley                                 | Whig                                            |                                                 | Chapple Norton                                  |                                                 |
| 1790                    |                                    | Vicomte Cranley                                 | Whig                                            | George Holme Sumner                             | Tory                                            |                                                 |
| 1796                    |                                    | Vicomte Cranley                                 | Whig                                            | Chapple Norton                                  | Whig                                            |                                                 |
| 1806                    |                                    | Thomas Cranley Onslow                           | Tory                                            |                                                 | George Holme Sumner                             | Tory                                            |
| mars 1807               |                                    | Thomas Cranley Onslow                           | Tory                                            | Chapple Norton                                  | Whig                                            |                                                 |
| 1812                    |                                    | Thomas Cranley Onslow                           | Tory                                            | Arthur Onslow                                   | Tory                                            |                                                 |
| 1818                    |                                    | William Best                                    | Whig                                            | Arthur Onslow                                   | Tory                                            |                                                 |
| Élection partielle 1819 |                                    | Charles Baring Wall                             | Tory                                            | Arthur Onslow                                   | Tory                                            |                                                 |
| 1826                    |                                    | George Chapple Norton                           | Whig                                            | Arthur Onslow                                   | Tory                                            |                                                 |
| 1830                    |                                    | Charles Baring Wall                             | Tory                                            |                                                 | George Holme Sumner                             | Tory                                            |
| 1831                    |                                    | Charles Francis Norton                          | Whig                                            |                                                 | James Mangles                                   | Whig                                            |
| 1832                    |                                    | Charles Baring Wall                             | Tory                                            |                                                 | James Mangles                                   | Whig                                            |
| 1834                    |                                    | Charles Baring Wall                             | Conservateur                                    |                                                 | James Mangles                                   | Whig                                            |
| 1837                    |                                    | Charles Baring Wall                             | Conservateur                                    | James Yorke Scarlett                            | Conservateur                                    |                                                 |
| 1841                    |                                    | Charles Baring Wall                             | Whig,                                           |                                                 | Ross Donnelly Mangles                           | Whig,                                           |
| 1847                    |                                    | Henry Currie                                    | Conservateur                                    |                                                 | Ross Donnelly Mangles                           | Whig,                                           |
| 1852                    |                                    | James Bell                                      | Radical,                                        |                                                 | Ross Donnelly Mangles                           | Whig,                                           |
| 1857                    |                                    | William Bovill                                  | Conservateur                                    |                                                 | Ross Donnelly Mangles                           | Whig,                                           |
| Élection partielle 1858 |                                    | William Bovill                                  | Conservateur                                    | Guildford Onslow                                | Whig,                                           |                                                 |
| 1859                    |                                    | William Bovill                                  | Conservateur                                    | Guildford Onslow                                | Libéral                                         |                                                 |
| Élection partielle 1866 |                                    | Richard Garth                                   | Conservateur                                    | Guildford Onslow                                | Libéral                                         |                                                 |
| 1868                    | Représentation réduite à un membre | Représentation réduite à un membre              | Représentation réduite à un membre              | Représentation réduite à un membre              | Représentation réduite à un membre              | Représentation réduite à un membre              |

### MPs depuis 1868
| Élection | Élection                | Membre              | Membre      | Parti             |
| -------- | ----------------------- | ------------------- | ----------- | ----------------- |
|          | 1868                    | Guildford Onslow    |             | Libéral           |
|          | 1874                    | Denzil Onslow       |             | Conservateur      |
|          | 1885                    | St John Brodrick    |             | Conservateur      |
|          | 1906                    | Henry Cowan         |             | Libéral           |
|          | Jan 1910                | Edgar Horne         |             | Conservateur      |
|          | 1922                    | Henry Buckingham    |             | Conservateur      |
|          | Élection partielle 1931 | Charles Rhys        |             | Conservateur      |
|          | 1935                    | Sir John Jarvis, Bt |             | Conservateur      |
|          | 1950                    | Richard Nugent      |             | Conservateur      |
|          | 1966                    | David Howell        |             | Conservateur      |
|          | 1997                    | Nick St Aubyn       |             | Conservateur      |
|          | 2001                    | Sue Doughty         |             | Libéral Démocrate |
|          | 2005                    | Anne Milton         |             | Conservateur      |
|          | 2019                    | Anne Milton         | Indépendant |                   |
|          | 2019                    | Angela Richardson   |             | Conservateur      |

## Élections

### Élections dans les années 2010

Résultats de la circonscription de Guildford, créé en 1295, depuis 2001

| Parti              | Parti                | Candidat             | Voix   | %    | ±    |
| ------------------ | -------------------- | -------------------- | ------ | ---- | ---- |
|                    | Conservateur         | Angela Richardson    | 26,317 | 44,9 | 9.7  |
|                    | Libéral Démocrate    | Zöe Franklin         | 22,980 | 39,2 | 15.3 |
|                    | Travailliste         | Anne Rouse           | 4,515  | 7,7  | 11.3 |
|                    | Indépendant          | Anne Milton          | 4,356  | 7,4  | N/A  |
|                    | Peace                | John Morris          | 483    | 0,8  | 0.5  |
| Majorité           | Majorité             | Majorité             | 3,337  | 5,7  | 25   |
| Participation      | Participation        | Participation        | 58,651 | 75,5 | 1.7  |
| Registre électeurs | Registre électeurs   | Registre électeurs   | 77,729 |      |      |
|                    | Conservateur retenir | Conservateur retenir | Swing  | 12.5 |      |

| Parti         | Parti                | Candidat             | Voix   | %    | ±    |
| ------------- | -------------------- | -------------------- | ------ | ---- | ---- |
|               | Conservateur         | Anne Milton          | 30,295 | 54,6 | 2.5  |
|               | Libéral Démocrate    | Zöe Franklin         | 13,255 | 23,9 | 8.4  |
|               | Travailliste         | Howard Smith         | 10,545 | 19,0 | 6.9  |
|               | Green                | Mark Bray-Parry      | 1,152  | 2,1  | 2.7  |
|               | Peace                | John Morris          | 205    | 0,4  | 0.1  |
|               | Indépendant          | Semi Essessi         | 57     | 0,1  | 0.1  |
| Majorité      | Majorité             | Majorité             | 17,040 | 30,7 | 10.9 |
| Participation | Participation        | Participation        | 55,509 | 73,7 | 2.4  |
|               | Conservateur retenir | Conservateur retenir | Swing  | 5.45 |      |

| Parti         | Parti                     | Candidat             | Voix   | %    | ±    |
| ------------- | ------------------------- | -------------------- | ------ | ---- | ---- |
|               | Conservateur              | Anne Milton          | 30,802 | 57,1 | 3.8  |
|               | Libéral Démocrate         | Kelly-Marie Blundell | 8,354  | 15,5 | 23.8 |
|               | Travailliste              | Richard Wilson       | 6,534  | 12,1 | 7.0  |
|               | UKIP                      | Harry Aldridge       | 4,774  | 8,8  | 7.0  |
|               | Green                     | John Pletts          | 2,558  | 4,7  | N/A  |
|               | Guildford Greenbelt Group | Susan Parker         | 538    | 1,0  | N/A  |
|               | Peace                     | John Morris          | 230    | 0,4  | 0.1  |
|               | CISTA                     | Gerri Smyth          | 196    | 0,4  | N/A  |
| Majorité      | Majorité                  | Majorité             | 22,448 | 41,6 | 27.6 |
| Participation | Participation             | Participation        | 53,986 | 71,3 | 0.8  |
|               | Conservateur retenir      | Conservateur retenir | Swing  | 13.8 |      |

| Parti         | Parti                | Candidat             | Voix   | %     | ±     |
| ------------- | -------------------- | -------------------- | ------ | ----- | ----- |
|               | Conservateur         | Anne Milton          | 29,618 | 53,3  | +9.9  |
|               | Libéral Démocrate    | Sue Doughty          | 21,836 | 39,3  | −4.0  |
|               | Travailliste         | Tim Shand            | 2,812  | 5,1   | −4.8  |
|               | UKIP                 | Mazhar Manzoor       | 1,021  | 1,8   | +0.6  |
|               | Peace                | John Morris          | 280    | 0,5   | +0.2  |
| Majorité      | Majorité             | Majorité             | 7,782  | 14,0  | +13.3 |
| Participation | Participation        | Participation        | 55,567 | 72,1  | +5.0  |
|               | Conservateur retenir | Conservateur retenir | Swing  | +5.45 |       |

### Élections dans les années 2000
| Parti         | Parti                                        | Candidat                                     | Voix   | %    | ±    |
| ------------- | -------------------------------------------- | -------------------------------------------- | ------ | ---- | ---- |
|               | Conservateur                                 | Anne Milton                                  | 22,595 | 43,8 | +2.4 |
|               | Libéral Démocrate                            | Sue Doughty                                  | 22,248 | 43,1 | +0.5 |
|               | Travailliste                                 | Karen Landles                                | 5,054  | 9,8  | −3.9 |
|               | Green                                        | John Pletts                                  | 811    | 1,6  | N/A  |
|               | UKIP                                         | Martin Haslam                                | 645    | 1,2  | −0.3 |
|               | Peace                                        | John Morris                                  | 166    | 0,3  | −0.5 |
|               | Indépendant                                  | Victoria Lavin                               | 112    | 0,2  | N/A  |
| Majorité      | Majorité                                     | Majorité                                     | 347    | 0,7  |      |
| Participation | Participation                                | Participation                                | 51,631 | 68,3 | +5.6 |
|               | Conservateur vainqueur sur Libéral Démocrate | Conservateur vainqueur sur Libéral Démocrate | Swing  | +0.9 |      |

| Parti         | Parti                                        | Candidat                                     | Voix   | %    | ±     |
| ------------- | -------------------------------------------- | -------------------------------------------- | ------ | ---- | ----- |
|               | Libéral Démocrate                            | Sue Doughty                                  | 20,358 | 42,6 | +8.4  |
|               | Conservateur                                 | Nick St Aubyn                                | 19,820 | 41,4 | −1.1  |
|               | Travailliste                                 | Joyce Still                                  | 6,558  | 13,7 | −3.8  |
|               | UKIP                                         | Sonya Porter                                 | 736    | 1,5  | +0.8  |
|               | Peace                                        | John Morris                                  | 370    | 0,8  | +0.3  |
| Majorité      | Majorité                                     | Majorité                                     | 538    | 1,2  |       |
| Participation | Participation                                | Participation                                | 47,842 | 62,7 | −11.9 |
|               | Libéral Démocrate vainqueur sur Conservateur | Libéral Démocrate vainqueur sur Conservateur | Swing  | +4.7 |       |

### Élections dans les années 1990
| Parti         | Parti                | Candidat             | Voix   | %     | ±     |
| ------------- | -------------------- | -------------------- | ------ | ----- | ----- |
|               | Conservateur         | Nick St Aubyn        | 24,230 | 42,5  | −12.8 |
|               | Libéral Démocrate    | Margaret Sharp       | 19,439 | 34,1  | +1.3  |
|               | Travailliste         | Joseph Burns         | 9,945  | 17,5  | +6.1  |
|               | Référendum           | James Gore           | 2,650  | 4,7   | N/A   |
|               | UKIP                 | Robert McWhirter     | 400    | 0,7   | N/A   |
|               | Peace                | John Morris          | 294    | 0,5   | N/A   |
| Majorité      | Majorité             | Majorité             | 4,791  | 8,4   |       |
| Participation | Participation        | Participation        | 56,958 | 74,6  |       |
|               | Conservateur retenir | Conservateur retenir | Swing  | −7.05 |       |

Cette circonscription a subi des changements de limites entre les élections générales de 1992 et 1997 et par conséquent, la variation de la part des voix est basée sur un calcul théorique.
| Parti         | Parti                | Candidat             | Voix   | %    | ±    |
| ------------- | -------------------- | -------------------- | ------ | ---- | ---- |
|               | Conservateur         | David Howell         | 33,516 | 55,3 | −0.2 |
|               | Libéral Démocrate    | Margaret Sharp       | 20,112 | 33,1 | −0.8 |
|               | Travailliste         | Howard Mann          | 6,781  | 11,2 | +0.6 |
|               | Natural Law          | Alex Law             | 234    | 0,4  | N/A  |
| Majorité      | Majorité             | Majorité             | 13,404 | 22,2 | +0.6 |
| Participation | Participation        | Participation        | 60,643 | 78,5 | +3.2 |
|               | Conservateur retenir | Conservateur retenir | Swing  | +0.3 |      |

### Élections dans les années 1980
| Parti         | Parti                | Candidat             | Voix   | %    | ±    |
| ------------- | -------------------- | -------------------- | ------ | ---- | ---- |
|               | Conservateur         | David Howell         | 32,504 | 55,5 | +0.4 |
|               | Social Démocratique  | Margaret Sharp       | 19,897 | 33,9 | +0.5 |
|               | Travailliste         | Robert Wolverson     | 6,216  | 10,6 | −0.1 |
| Majorité      | Majorité             | Majorité             | 12,607 | 21,6 |      |
| Participation | Participation        | Participation        | 58,617 | 75,3 |      |
|               | Conservateur retenir | Conservateur retenir | Swing  | −0.1 |      |

| Parti         | Parti                              | Candidat             | Voix   | %    | ±     |
| ------------- | ---------------------------------- | -------------------- | ------ | ---- | ----- |
|               | Conservateur                       | David Howell         | 30,016 | 55,1 | −2.2  |
|               | Social Démocratique                | Margaret Sharp       | 18,192 | 33,4 | +12.2 |
|               | Travailliste                       | Keith Chesterton     | 5,853  | 10,7 | −10.5 |
|               | Party of Associates with Licensees | Anthony Farrell      | 425    | 0,8  |       |
| Majorité      | Majorité                           | Majorité             | 11,824 | 21,7 |       |
| Participation | Participation                      | Participation        | 54,486 | 72,5 |       |
|               | Conservateur retenir               | Conservateur retenir | Swing  | −7.2 |       |

### Élections dans les années 1970
| Parti         | Parti                       | Candidat                | Voix   | %     | ±    |
| ------------- | --------------------------- | ----------------------- | ------ | ----- | ---- |
|               | Conservateur                | David Howell            | 31,595 | 57,3  | +8.1 |
|               | Travailliste                | Paul Hampden Blagbrough | 11,689 | 21,2  | −1.4 |
|               | Liberal                     | Henry Donnelly          | 11,673 | 21,2  | −7.0 |
|               | Independent Rhodesian Front | Peter Gilbert Scott     | 232    | 0,4   | N/A  |
| Majorité      | Majorité                    | Majorité                | 19,906 | 36,1  |      |
| Participation | Participation               | Participation           | 55,189 | 75,3  |      |
|               | Conservateur retenir        | Conservateur retenir    | Swing  | +4.75 |      |

| Parti         | Parti                | Candidat                 | Voix   | %    | ±    |
| ------------- | -------------------- | ------------------------ | ------ | ---- | ---- |
|               | Conservateur         | David Howell             | 25,564 | 49,2 | +0.3 |
|               | Liberal              | Christopher Jonathan Fox | 14,660 | 28,2 | −3.5 |
|               | Travailliste         | Robert William Harris    | 11,727 | 22,6 | +3.2 |
| Majorité      | Majorité             | Majorité                 | 10,904 | 21,0 |      |
| Participation | Participation        | Participation            | 51,951 | 71,9 |      |
|               | Conservateur retenir | Conservateur retenir     | Swing  | +1.9 |      |

| Parti         | Parti                | Candidat                 | Voix   | %     | ±     |
| ------------- | -------------------- | ------------------------ | ------ | ----- | ----- |
|               | Conservateur         | David Howell             | 28,152 | 48,9  | −6.5  |
|               | Liberal              | Christopher Jonathan Fox | 18,261 | 31,7  | +13.7 |
|               | Travailliste         | Jean Elizabeth Crow      | 11,175 | 19,4  | −7.3  |
| Majorité      | Majorité             | Majorité                 | 9,891  | 17,2  |       |
| Participation | Participation        | Participation            | 57,588 | 80,4  |       |
|               | Conservateur retenir | Conservateur retenir     | Swing  | −10.1 |       |

| Parti         | Parti                | Candidat             | Voix   | %    | ±    |
| ------------- | -------------------- | -------------------- | ------ | ---- | ---- |
|               | Conservateur         | David Howell         | 27,203 | 55,4 | +5.0 |
|               | Travailliste         | Patton B. Smith      | 13,108 | 26,7 | −6.2 |
|               | Liberal              | Michael J. Walton    | 8,822  | 18,0 | +1.3 |
| Majorité      | Majorité             | Majorité             | 14,095 | 28,7 |      |
| Participation | Participation        | Participation        | 49,133 | 72,0 |      |
|               | Conservateur retenir | Conservateur retenir | Swing  | +5.6 |      |

### Élections dans les années 1960
| Parti         | Parti                | Candidat             | Voix   | %    | ±    |
| ------------- | -------------------- | -------------------- | ------ | ---- | ---- |
|               | Conservateur         | David Howell         | 24,116 | 50,4 | −0.5 |
|               | Travailliste         | Cedric Thornberry    | 15,771 | 32,9 | +4.9 |
|               | Liberal              | John R. Buchanan     | 7,992  | 16,7 | −4.4 |
| Majorité      | Majorité             | Majorité             | 8,345  | 17,4 |      |
| Participation | Participation        | Participation        | 47,879 | 78,7 |      |
|               | Conservateur retenir | Conservateur retenir | Swing  |      |      |

| Parti         | Parti                | Candidat                  | Voix   | %    | ±    |
| ------------- | -------------------- | ------------------------- | ------ | ---- | ---- |
|               | Conservateur         | George Nugent             | 24,277 | 50,9 | −6.6 |
|               | Travailliste         | Gwilym Emrys H Griffith   | 13,365 | 28,0 | −1.1 |
|               | Liberal              | Christopher John N Martin | 10,052 | 21,1 | +7.7 |
| Majorité      | Majorité             | Majorité                  | 10,912 | 22,9 |      |
| Participation | Participation        | Participation             | 47,694 | 78,6 |      |
|               | Conservateur retenir | Conservateur retenir      | Swing  | −2.8 |      |

### Élections dans les années 1950
| Parti         | Parti                | Candidat             | Voix   | %    | ±     |
| ------------- | -------------------- | -------------------- | ------ | ---- | ----- |
|               | Conservateur         | Richard Nugent       | 27,198 | 57,5 | −5.7  |
|               | Travailliste         | George R. Bellerby   | 13,756 | 29,1 | −7.7  |
|               | Liberal              | Arthur Braybrooke    | 6,318  | 13,4 | +13.4 |
| Majorité      | Majorité             | Majorité             | 13,442 | 28,4 |       |
| Participation | Participation        | Participation        | 47,272 | 80,2 |       |
|               | Conservateur retenir | Conservateur retenir | Swing  | +1.0 |       |

| Parti         | Parti                | Candidat             | Voix   | %      | ±    |
| ------------- | -------------------- | -------------------- | ------ | ------ | ---- |
|               | Conservateur         | Richard Nugent       | 27,113 | 63,203 | +0.0 |
|               | Travailliste         | George R Bellerby    | 15,785 | 36,797 | +0.0 |
| Majorité      | Majorité             | Majorité             | 11,328 | 26,4   |      |
| Participation | Participation        | Participation        |        | 76,4   |      |
|               | Conservateur retenir | Conservateur retenir | Swing  | +0.0   |      |

| Parti         | Parti                | Candidat             | Voix   | %      | ±    |
| ------------- | -------------------- | -------------------- | ------ | ------ | ---- |
|               | Conservateur         | Richard Nugent       | 27,604 | 63,207 | +7.7 |
|               | Travailliste         | Vernon Wilkinson     | 16,068 | 36,793 | +2.5 |
| Majorité      | Majorité             | Majorité             | 11,536 | 26,4   |      |
| Participation | Participation        | Participation        |        | 79,6   |      |
|               | Conservateur retenir | Conservateur retenir | Swing  | +5.1   |      |

| Parti         | Parti                | Candidat             | Voix   | %     | ±    |
| ------------- | -------------------- | -------------------- | ------ | ----- | ---- |
|               | Conservateur         | Richard Nugent       | 24,983 | 55,5  | +5.5 |
|               | Travailliste         | Vernon Wilkinson     | 15,443 | 34,3  | +1.4 |
|               | Liberal              | Frederick Philpott   | 4,552  | 10,12 | −7.0 |
| Majorité      | Majorité             | Majorité             | 9 540  | 21,21 |      |
| Participation | Participation        | Participation        |        | 84,07 |      |
|               | Conservateur retenir | Conservateur retenir | Swing  |       |      |

Les limites ont été repensées à temps pour les élections générales de 1950. De 1918 à 1950, les trois parties de l'ouest de Surrey sont présentées aux résultats de 1918 ci-dessous. Le changement suivant a vu la création d'un siège supplémentaire, Woking. En conséquence, Guildford, maintenant surdimensionné, a considérablement diminué en termes de superficie et de population. Au sud, les régions de Godalming, Elstead, Thursdayley, Whitley, Haslemere et Chiddingford ont été ajoutées au siège de Farnham. À l'est de Send, Ripley, Wisley, Ockham, St Martha, Albury, Shere, Clandon et Horsley ont été ajoutés à Dorking.
Ces limites centrées sur la ville de Guildford plus une zone vers le sud en direction de Cranleigh, sont devenues, avec de petits changements, la forme actuel de Guildford.

### Élections dans les années 1940
| Parti         | Parti                | Candidat                   | Voix   | %     | ±     |
| ------------- | -------------------- | -------------------------- | ------ | ----- | ----- |
|               | Conservateur         | John Jarvis                | 33,091 | 50,0  | −24.9 |
|               | Travailliste         | Vernon George Wilkinson    | 21,789 | 32,93 | +7.87 |
|               | Liberal              | Joseph Gerald Curie Ruston | 11,281 | 17,1  | +17.1 |
| Majorité      | Majorité             | Majorité                   | 11,302 | 17,1  |       |
| Participation | Participation        | Participation              |        | 74,9  |       |
|               | Conservateur retenir | Conservateur retenir       | Swing  | −16.4 |       |

### Élections dans les années 1930
| Parti         | Parti                | Candidat             | Voix   | %     | ± |
| ------------- | -------------------- | -------------------- | ------ | ----- | - |
|               | Conservateur         | John Jarvis          | 35,384 | 74,9  |   |
|               | Travailliste         | FA Campbell          | 11,833 | 25,06 |   |
| Majorité      | Majorité             | Majorité             | 23,551 | 49,88 |   |
| Participation | Participation        | Participation        |        | 69,27 |   |
|               | Conservateur retenir | Conservateur retenir | Swing  |       |   |

| Parti         | Parti                | Candidat             | Voix   | %     | ± |
| ------------- | -------------------- | -------------------- | ------ | ----- | - |
|               | Conservateur         | Charles Rhys         | 39,008 | 86,21 |   |
|               | Travailliste         | Sidney Peck          | 6,242  | 13,79 |   |
| Majorité      | Majorité             | Majorité             | 32,766 | 72,41 |   |
| Participation | Participation        | Participation        |        | 72,26 |   |
|               | Conservateur retenir | Conservateur retenir | Swing  |       |   |

| Parti | Parti                | Candidat             | Voix      | % | ± |
| ----- | -------------------- | -------------------- | --------- | - | - |
|       | Conservateur         | Charles Rhys         | unopposed |   |   |
|       | Conservateur retenir | Conservateur retenir | Swing     |   |   |

### Élections dans les années 1920
| Parti              | Parti              | Candidat                 | Voix   | %     | ±     |
| ------------------ | ------------------ | ------------------------ | ------ | ----- | ----- |
|                    | Unioniste          | Henry Buckingham         | 20,550 | 48,3  | −14.0 |
|                    | Liberal            | Somerset Stopford Brooke | 15,984 | 37,6  | +21.1 |
|                    | Travailliste       | Lawrence Miles Worsnop   | 5,996  | 14,1  | −7.1  |
| Majorité           | Majorité           | Majorité                 | 4,566  | 10,7  | −30.4 |
| Participation      | Participation      | Participation            | 42,530 | 72,1  | +0.8  |
| Registre électeurs | Registre électeurs | Registre électeurs       | 58,958 |       |       |
|                    | Unioniste retenir  | Unioniste retenir        | Swing  | −17.6 |       |

| Parti              | Parti              | Candidat            | Voix   | %    | ±     |
| ------------------ | ------------------ | ------------------- | ------ | ---- | ----- |
|                    | Unioniste          | Henry Buckingham    | 18,273 | 62,3 | +10.0 |
|                    | Travailliste       | Frank Markham       | 6,227  | 21,2 | +1.7  |
|                    | Liberal            | Samuel Parnell Kerr | 4,842  | 16,5 | −11.7 |
| Majorité           | Majorité           | Majorité            | 12,046 | 41,1 | +17.0 |
| Participation      | Participation      | Participation       | 29,342 | 71,3 | +3.7  |
| Registre électeurs | Registre électeurs | Registre électeurs  | 41,164 |      |       |
|                    | Unioniste retenir  | Unioniste retenir   | Swing  | +4.2 |       |

| Parti              | Parti              | Candidat            | Voix   | %    | ±     |
| ------------------ | ------------------ | ------------------- | ------ | ---- | ----- |
|                    | Unioniste          | Henry Buckingham    | 14,117 | 52,3 | −18.3 |
|                    | Liberal            | Samuel Parnell Kerr | 7,601  | 28,2 | N/A   |
|                    | Travailliste       | William Bennett     | 5,260  | 19,5 | −9.9  |
| Majorité           | Majorité           | Majorité            | 6,516  | 24,1 | −17.1 |
| Participation      | Participation      | Participation       | 26,978 | 67,6 | +2.2  |
| Registre électeurs | Registre électeurs | Registre électeurs  | 39,931 |      |       |
|                    | Unioniste retenir  | Unioniste retenir   | Swing  | −4.2 |       |

| Parti              | Parti              | Candidat           | Voix   | %    | ±     |
| ------------------ | ------------------ | ------------------ | ------ | ---- | ----- |
|                    | Unioniste          | Henry Buckingham   | 18,045 | 70,6 | −1.5  |
|                    | Travailliste       | William Bennett    | 7,514  | 29,4 | +1.5  |
| Majorité           | Majorité           | Majorité           | 10,531 | 41,2 | −3.0  |
| Participation      | Participation      | Participation      | 25,559 | 65,4 | +15.4 |
| Registre électeurs | Registre électeurs | Registre électeurs | 39,087 |      |       |
|                    | Unioniste retenir  | Unioniste retenir  | Swing  | −1.5 |       |

### Élections dans les années 1910
| Parti                                                 | Parti              | Candidat           | Voix   | %    | ±     |
| ----------------------------------------------------- | ------------------ | ------------------ | ------ | ---- | ----- |
| C                                                     | Unioniste          | Edgar Horne        | 13,149 | 72.1 | +8.4  |
|                                                       | Travailliste       | William Bennett    | 5,078  | 27,9 | N/A   |
| Majorité                                              | Majorité           | Majorité           | 8,071  | 44,2 | +16.9 |
| Participation                                         | Participation      | Participation      | 18,227 | 50,0 | −33.0 |
| Registre électeurs                                    | Registre électeurs | Registre électeurs | 36,427 |      |       |
|                                                       | Unioniste retenir  | Unioniste retenir  | Swing  | N/A  |       |
| C candidat approuvé par le gouvernement de coalition. |                    |                    |        |      |       |

De 1885 à 1918, la partie ouest de Surrey avait été représentée par deux sièges - au nord le siège de Chertsey, au sud celui de Guildford. Les limites ont été redessinées pour une répartition appropriée à temps pour les élections générales de 1918, de sorte que la même région comptait trois sièges - Farnham à l'ouest, Chertsey au nord-est et Guildford au sud-est.
En conséquence, le siège a perdu les zones de Ash, Normandy, Seale, Frensham et Farnham, vers l'ouest, mais à l'est a gagné les zones de Merrow, Send, Ripley, Ockham, Wisley, Clandon et Horsley de Chertsey.

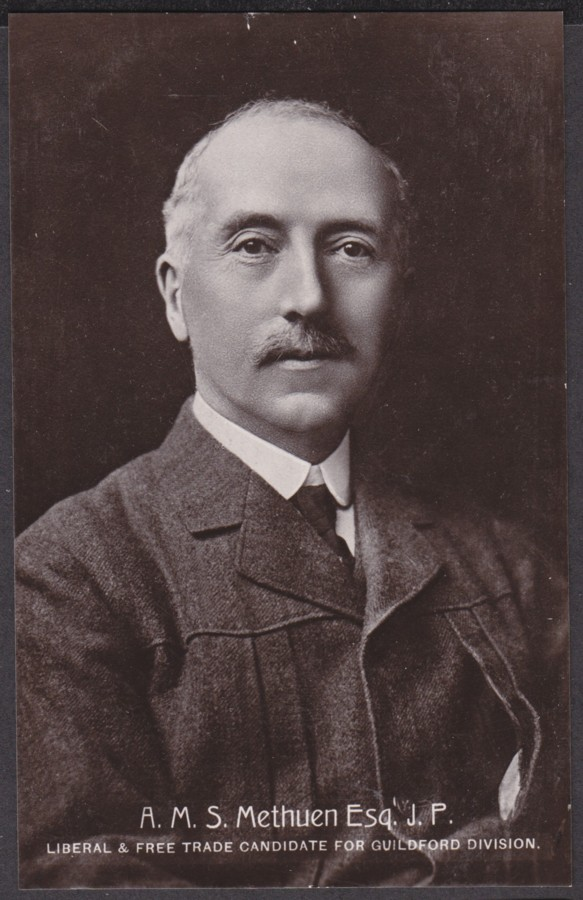
Methuen

| Parti              | Parti                | Candidat             | Voix   | %    | ±    |
| ------------------ | -------------------- | -------------------- | ------ | ---- | ---- |
|                    | Conservateur         | Edgar Horne          | 8,463  | 63,7 | −1.1 |
|                    | Liberal              | Arthur Jex Davey     | 4,832  | 36,3 | +1.1 |
| Majorité           | Majorité             | Majorité             | 3,631  | 27,3 | −2.2 |
| Participation      | Participation        | Participation        | 13,295 | 83,0 | −6.2 |
| Registre électeurs | Registre électeurs   | Registre électeurs   | 16,020 |      |      |
|                    | Conservateur retenir | Conservateur retenir | Swing  | −1.1 |      |

| Parti              | Parti                              | Candidat                           | Voix   | %     | ±     |
| ------------------ | ---------------------------------- | ---------------------------------- | ------ | ----- | ----- |
|                    | Conservateur                       | Edgar Horne                        | 9,264  | 64,8  | +18.1 |
|                    | Liberal                            | Algernon Methuen                   | 5,033  | 35,2  | −18.1 |
| Majorité           | Majorité                           | Majorité                           | 4,231  | 29,6  | N/A   |
| Participation      | Participation                      | Participation                      | 14,297 | 89,2  | +5.8  |
| Registre électeurs | Registre électeurs                 | Registre électeurs                 | 16,020 |       |       |
|                    | Conservateur vainqueur sur Liberal | Conservateur vainqueur sur Liberal | Swing  | +18.1 |       |

### Élections dans les années 1900
| Parti              | Parti                              | Candidat                           | Voix   | %     | ±     |
| ------------------ | ---------------------------------- | ---------------------------------- | ------ | ----- | ----- |
|                    | Liberal                            | Henry Cowan                        | 6,430  | 53,3  | +15.0 |
|                    | Conservateur                       | St John Brodrick                   | 5,630  | 46,7  | −15.0 |
| Majorité           | Majorité                           | Majorité                           | 800    | 6,6   | N/A   |
| Participation      | Participation                      | Participation                      | 12,060 | 83,4  | +7.9  |
| Registre électeurs | Registre électeurs                 | Registre électeurs                 | 14,469 |       |       |
|                    | Liberal vainqueur sur Conservateur | Liberal vainqueur sur Conservateur | Swing  | +15.0 |       |

| Parti | Parti             | Candidat         | Voix            | %               | ±               |
| ----- | ----------------- | ---------------- | --------------- | --------------- | --------------- |
|       | Conservateur      | St John Brodrick | Sans opposition | Sans opposition | Sans opposition |
|       | Conservateur hold |                  |                 |                 |                 |

| Parti              | Parti                | Candidat             | Voix   | %    | ±   |
| ------------------ | -------------------- | -------------------- | ------ | ---- | --- |
|                    | Conservateur         | St John Brodrick     | 5,816  | 61,7 | N/A |
|                    | Liberal              | AW Chapman           | 3,609  | 38,3 | N/A |
| Majorité           | Majorité             | Majorité             | 2,207  | 23,4 | N/A |
| Participation      | Participation        | Participation        | 9,425  | 75,5 | N/A |
| Registre électeurs | Registre électeurs   | Registre électeurs   | 12,477 |      |     |
|                    | Conservateur retenir | Conservateur retenir | Swing  | N/A  |     |

### Élections dans les années 1890
| Parti | Parti             | Candidat         | Voix            | %               | ±               |
| ----- | ----------------- | ---------------- | --------------- | --------------- | --------------- |
|       | Conservateur      | St John Brodrick | Sans opposition | Sans opposition | Sans opposition |
|       | Conservateur hold |                  |                 |                 |                 |

| Parti              | Parti                | Candidat                         | Voix   | %    | ±   |
| ------------------ | -------------------- | -------------------------------- | ------ | ---- | --- |
|                    | Conservateur         | St John Brodrick                 | 5,191  | 58,3 | N/A |
|                    | Liberal              | George Patrick Charles Lawrence, | 3,720  | 41,7 | N/A |
| Majorité           | Majorité             | Majorité                         | 1,471  | 16,6 | N/A |
| Participation      | Participation        | Participation                    | 8,911  | 79,2 | N/A |
| Registre électeurs | Registre électeurs   | Registre électeurs               | 11,248 |      |     |
|                    | Conservateur retenir | Conservateur retenir             | Swing  | N/A  |     |

### Élections dans les années 1880
| Parti | Parti             | Candidat         | Voix            | %               | ±               |
| ----- | ----------------- | ---------------- | --------------- | --------------- | --------------- |
|       | Conservateur      | St John Brodrick | Sans opposition | Sans opposition | Sans opposition |
|       | Conservateur hold |                  |                 |                 |                 |

| Parti              | Parti                | Candidat               | Voix  | %    | ±    |
| ------------------ | -------------------- | ---------------------- | ----- | ---- | ---- |
|                    | Conservateur         | St John Brodrick       | 4,485 | 54,5 | −0.8 |
|                    | Liberal              | Ellis Duncombe Gosling | 3,750 | 45,5 | +0.8 |
| Majorité           | Majorité             | Majorité               | 735   | 9,0  | −1.5 |
| Participation      | Participation        | Participation          | 8,235 | 82,5 | −8.3 |
| Registre électeurs | Registre électeurs   | Registre électeurs     | 9,978 |      |      |
|                    | Conservateur retenir | Conservateur retenir   | Swing | −0.8 |      |

Les limites des circonscriptions ont été redessinées à temps pour les élections générales de 1885. De 1868 à 1885, la partie ouest de Surrey avait été représentée par deux circonscriptions, une connue sous le nom de Guildford (qui comprenait le centre-ville de Guildford et peu d'autres) et une circonscription connue sous le nom de Surrey Western, qui comprenait le reste de cette partie du comté de Surrey. La circonscription de Guildford était à la fois géographiquement et en taille d'électorat significativement plus petite que la circonscription de Surrey Western. Les limites des circonscriptions de 1885 à 1918 ont vu la région de Surrey Western divisée en deux circonscriptions plus égales en taille de population et en superficie. La partie nord de l'ouest de Surrey a reçu le nom de circonscription Chertsey, la partie sud Guildford.
| Parti              | Parti                | Candidat             | Voix  | %    | ±     |
| ------------------ | -------------------- | -------------------- | ----- | ---- | ----- |
|                    | Conservateur         | Denzil Onslow        | 705   | 55,3 | −5.7  |
|                    | Liberal              | Thomas R. Kemp       | 571   | 44,7 | +5.7  |
| Majorité           | Majorité             | Majorité             | 134   | 10,5 | −11.5 |
| Participation      | Participation        | Participation        | 1,276 | 90,8 | +6.3  |
| Registre électeurs | Registre électeurs   | Registre électeurs   | 1,406 |      |       |
|                    | Conservateur retenir | Conservateur retenir | Swing | −5.7 |       |

### Élections dans les années 1870
| Parti              | Parti                              | Candidat                           | Voix  | %     | ±     |
| ------------------ | ---------------------------------- | ---------------------------------- | ----- | ----- | ----- |
|                    | Conservateur                       | Denzil Onslow                      | 673   | 61,0  | +12.0 |
|                    | Liberal                            | Guildford Onslow                   | 430   | 39,0  | −12.0 |
| Majorité           | Majorité                           | Majorité                           | 243   | 22,0  | N/A   |
| Participation      | Participation                      | Participation                      | 1,103 | 84,5  | −1.7  |
| Registre électeurs | Registre électeurs                 | Registre électeurs                 | 1,306 |       |       |
|                    | Conservateur vainqueur sur Liberal | Conservateur vainqueur sur Liberal | Swing | +12.0 |       |

### Élections dans les années 1860
| Parti              | Parti              | Candidat           | Voix  | %     | ±     |
| ------------------ | ------------------ | ------------------ | ----- | ----- | ----- |
|                    | Liberal            | Guildford Onslow   | 536   | 51,0  | −12.8 |
|                    | Conservateur       | Richard Garth      | 515   | 49,0  | +12.8 |
| Majorité           | Majorité           | Majorité           | 21    | 2,0   | +0.3  |
| Participation      | Participation      | Participation      | 1,051 | 86,2  | −3.5  |
| Registre électeurs | Registre électeurs | Registre électeurs | 1,219 |       |       |
|                    | Liberal retenir    | Liberal retenir    | Swing | −12.8 |       |

Les limites des circonscriptions ont été redessinées à temps pour l'élection de 1868.
Avant les élections générales de 1868, la circonscription de Guildford était représentée par deux membres du parlement. Cela a été réduit à un à partir de 1868
La circonscription de 1868 à 1885 connue sous le nom de Guildford était géographiquement limitée à une zone autour du centre actuel de la ville de Guildford. Cela contraste fortement avec les différentes versions postérieures à 1885 de la circonscription connue sous le même nom, qui avaient toutes une aire géographique beaucoup plus étendue. La circonscription de 1868 était, à son maximum, un peu plus d'un mille d'est en ouest et un peu plus d'un mille du nord au sud. (En 1868, la majeure partie de la zone qui se trouve dans la circonscription moderne de Guildford aurait fait partie de la circonscription de Surrey Western plutôt que de la circonscription de Guildford.)
| Parti              | Parti                | Candidat               | Voix  | %     | ±     |
| ------------------ | -------------------- | ---------------------- | ----- | ----- | ----- |
|                    | Conservateur         | Richard Garth          | 339   | 53,0  | +16.8 |
|                    | Liberal              | William Willmer Pocock | 301   | 47,0  | −16.8 |
| Majorité           | Majorité             | Majorité               | 38    | 5,9   | −4.3  |
| Participation      | Participation        | Participation          | 640   | 96,0  | +6.3  |
| Registre électeurs | Registre électeurs   | Registre électeurs     | 667   |       |       |
|                    | Conservateur retenir | Conservateur retenir   | Swing | +16.8 |       |

L'élection partielle du 17 décembre 1866 a été provoquée par la démission de Bovill en tant que MP à la suite de sa nomination au poste de Chief Justice of the Court of Common Pleas.
| Parti              | Parti                | Candidat             | Voix  | %     | ±     |
| ------------------ | -------------------- | -------------------- | ----- | ----- | ----- |
|                    | Conservateur         | William Bovill       | 316   | 96,6  | +60.4 |
|                    | Liberal              | Henry Lawes Long     | 11    | 3,4   | −60.4 |
| Majorité           | Majorité             | Majorité             | 305   | 93,3  | +83.1 |
| Participation      | Participation        | Participation        | 327   | 49,0  | −40.7 |
| Registre électeurs | Registre électeurs   | Registre électeurs   | 667   |       |       |
|                    | Conservateur retenir | Conservateur retenir | Swing | +60.4 |       |

L'élection partielle du 11 juillet 1866 résulte de la nécessité pour Bovill de se faire réélire lors de sa nomination comme Solliciteur général pour l'Angleterre et le pays de Galles.  Long se retire de l'élection avant le scrutin.
| Parti              | Parti                | Candidat               | Voix      | %          | ±   |
| ------------------ | -------------------- | ---------------------- | --------- | ---------- | --- |
|                    | Liberal              | Guildford Onslow       | 333       | 37,9       | N/A |
|                    | Conservateur         | William Bovill         | 318       | 36,2       | N/A |
|                    | Liberal              | William Willmer Pocock | 228       | 25,9       | N/A |
| Participation      | Participation        | Participation          | 599 (est) | 89,7 (est) | N/A |
| Registre électeurs | Registre électeurs   | Registre électeurs     | 667       |            |     |
| Majorité           | Majorité             | Majorité               | 15        | 1,7        | N/A |
|                    | Liberal retenir      | Liberal retenir        | Swing     | N/A        |     |
| Majorité           | Majorité             | Majorité               | 90        | 10,2       | N/A |
|                    | Conservateur retenir | Conservateur retenir   | Swing     | N/A        |     |

### Élections dans les années 1850
Les désignations de parti pour de nombreux candidats au cours des années 1830, 1840 et 1850 peuvent être problématiques car les liens entre les partis n'étaient pas aussi forts que ceux qui se sont développés en Grande-Bretagne, à la fin du XIXe siècle. Par conséquent, pour les résultats des élections des années 1830 à 1850, énumérés ci-dessous, le terme libéral comprend les whigs et les radicaux; et le terme conservateur comprend les conservateurs et les peelites, sauf indication contraire.
| Parti              | Parti              | Candidat           | Voix            | %               | ±               |
| ------------------ | ------------------ | ------------------ | --------------- | --------------- | --------------- |
|                    | Liberal            | Guildford Onslow   | Sans opposition | Sans opposition | Sans opposition |
|                    | Conservateur       | William Bovill     | Sans opposition | Sans opposition | Sans opposition |
| Registre électeurs | Registre électeurs | Registre électeurs | 677             |                 |                 |
|                    | Liberal hold       |                    |                 |                 |                 |
|                    | Conservateur hold  |                    |                 |                 |                 |

| Parti              | Parti              | Candidat            | Voix  | %    | ±     |
| ------------------ | ------------------ | ------------------- | ----- | ---- | ----- |
|                    | Whig               | Guildford Onslow    | 268   | 52,9 | +12.0 |
|                    | Conservateur       | William John Evelyn | 239   | 47,1 | +7.5  |
| Majorité           | Majorité           | Majorité            | 29    | 5,7  | +4.4  |
| Participation      | Participation      | Participation       | 507   | 76,1 | +12.0 |
| Registre électeurs | Registre électeurs | Registre électeurs  | 666   |      |       |
|                    | Whig retenir       | Whig retenir        | Swing | +2.3 |       |

L'élection partielle du 22 octobre 1858 a été provoquée par la démission de RD Mangles en tant que MP après sa nomination comme membre du Conseil de l'Inde.
| Parti              | Parti                              | Candidat                           | Voix      | %          | ±     |
| ------------------ | ---------------------------------- | ---------------------------------- | --------- | ---------- | ----- |
|                    | Whig                               | Ross Donnelly Mangles              | 349       | 40,9       | −1.9  |
|                    | Conservateur                       | William Bovill                     | 338       | 39,6       | +11.4 |
|                    | Radical                            | James Bell                         | 167       | 19,6       | −9.4  |
| Participation      | Participation                      | Participation                      | 427 (est) | 64,1 (est) | −2.6  |
| Registre électeurs | Registre électeurs                 | Registre électeurs                 | 666       |            |       |
| Majorité           | Majorité                           | Majorité                           | 11        | 1,3        | −12.5 |
|                    | Whig retenir                       | Whig retenir                       | Swing     | −3.8       |       |
| Majorité           | Majorité                           | Majorité                           | 171       | 20,0       | N/A   |
|                    | Conservateur vainqueur sur Radical | Conservateur vainqueur sur Radical | Swing     | +10.4      |       |

| Parti              | Parti                              | Candidat                           | Voix      | %          | ±     |
| ------------------ | ---------------------------------- | ---------------------------------- | --------- | ---------- | ----- |
|                    | Whig                               | Ross Donnelly Mangles              | 370       | 42,8       | +11.0 |
|                    | Radical                            | James Bell                         | 251       | 29,0       | N/A   |
|                    | Conservateur                       | Thomas Lyon Thurlow                | 244       | 28,2       | −40.0 |
| Participation      | Participation                      | Participation                      | 433 (est) | 66,7 (est) | +1.6  |
| Registre électeurs | Registre électeurs                 | Registre électeurs                 | 648       |            |       |
| Majorité           | Majorité                           | Majorité                           | 119       | 13,8       | +1.5  |
|                    | Whig retenir                       | Whig retenir                       | Swing     | +15.5      |       |
| Majorité           | Majorité                           | Majorité                           | 7         | 0,8        | N/A   |
|                    | Radical vainqueur sur Conservateur | Radical vainqueur sur Conservateur | Swing     | N/A        |       |

### Élections dans les années 1840
| Parti              | Parti                           | Candidat                        | Voix      | %          | ±     |
| ------------------ | ------------------------------- | ------------------------------- | --------- | ---------- | ----- |
|                    | Conservateur                    | Henry Currie                    | 336       | 44,1       | +24.0 |
|                    | Whig                            | Ross Donnelly Mangles           | 242       | 31,8       | −26.0 |
|                    | Conservateur                    | Thomas Lyon Thurlow             | 184       | 24,1       | +2.0  |
| Participation      | Participation                   | Participation                   | 381 (est) | 65,1 (est) | −17.3 |
| Registre électeurs | Registre électeurs              | Registre électeurs              | 585       |            |       |
| Majorité           | Majorité                        | Majorité                        | 94        | 12,3       | N/A   |
|                    | Conservateur vainqueur sur Whig | Conservateur vainqueur sur Whig | Swing     | +18.5      |       |
| Majorité           | Majorité                        | Majorité                        | 58        | 7,6        | +2.1  |
|                    | Whig retenir                    | Whig retenir                    | Swing     | −26.0      |       |

| Parti              | Parti                           | Candidat                        | Voix      | %          | ±     |
| ------------------ | ------------------------------- | ------------------------------- | --------- | ---------- | ----- |
|                    | Whig                            | Ross Donnelly Mangles           | 242       | 30,2       | +17.0 |
|                    | Whig                            | Charles Baring Wall             | 221       | 27,6       | +14.4 |
|                    | Conservateur                    | James Yorke Scarlett            | 177       | 22,1       | −9.3  |
|                    | Conservateur                    | Henry Currie                    | 161       | 20,1       | −22.0 |
| Majorité           | Majorité                        | Majorité                        | 44        | 5,5        | N/A   |
| Participation      | Participation                   | Participation                   | 401 (est) | 82,5 (est) | +0.1  |
| Registre électeurs | Registre électeurs              | Registre électeurs              | 486       |            |       |
|                    | Whig vainqueur sur Conservateur | Whig vainqueur sur Conservateur | Swing     | +16.3      |       |
|                    | Whig vainqueur sur Conservateur | Whig vainqueur sur Conservateur | Swing     | +15.0      |       |

### Élections dans les années 1830
| Parti              | Parti                           | Candidat                        | Voix  | %     | ±     |
| ------------------ | ------------------------------- | ------------------------------- | ----- | ----- | ----- |
|                    | Conservateur                    | Charles Baring Wall             | 252   | 42,1  | +25.5 |
|                    | Conservateur                    | James Yorke Scarlett            | 188   | 31,4  | +14.8 |
|                    | Whig                            | James Mangles                   | 159   | 26,5  | −40.2 |
| Majorité           | Majorité                        | Majorité                        | 29    | 4,8   | −8.1  |
| Participation      | Participation                   | Participation                   | 350   | 82,4  | +19.5 |
| Registre électeurs | Registre électeurs              | Registre électeurs              | 425   |       |       |
|                    | Conservateur retenir            | Conservateur retenir            | Swing | +22.8 |       |
|                    | Conservateur vainqueur sur Whig | Conservateur vainqueur sur Whig | Swing | +17.5 |       |

| Parti              | Parti                | Candidat                    | Voix  | %    | ±     |
| ------------------ | -------------------- | --------------------------- | ----- | ---- | ----- |
|                    | Whig                 | James Mangles               | 299   | 46,4 | −2.1  |
|                    | Conservateur         | Charles Baring Wall         | 214   | 33,2 | +4.0  |
|                    | Whig                 | Robert Alfred Cloyne Austen | 131   | 20,3 | −2.1  |
| Participation      | Participation        | Participation               | 338   | 62,9 | −25.7 |
| Registre électeurs | Registre électeurs   | Registre électeurs          | 537   |      |       |
| Majorité           | Majorité             | Majorité                    | 85    | 13,2 | −6.1  |
|                    | Whig retenir         | Whig retenir                | Swing | −2.1 |       |
| Majorité           | Majorité             | Majorité                    | 83    | 12,9 | +6.1  |
|                    | Conservateur retenir | Conservateur retenir        | Swing | +4.1 |       |

| Parti              | Parti                   | Candidat                | Voix  | %     | ±     |
| ------------------ | ----------------------- | ----------------------- | ----- | ----- | ----- |
|                    | Whig                    | James Mangles           | 299   | 48,5  | +22.0 |
|                    | Tory                    | Charles Baring Wall     | 180   | 29,2  | −12.2 |
|                    | Whig                    | Charles Francis Norton  | 138   | 22,4  | −9.6  |
| Participation      | Participation           | Participation           | 303   | 88,6  | −4.0  |
| Registre électeurs | Registre électeurs      | Registre électeurs      | 342   |       |       |
| Majorité           | Majorité                | Majorité                | 119   | 19,3  | +16.4 |
|                    | Whig retenir            | Whig retenir            | Swing | +14.1 |       |
| Majorité           | Majorité                | Majorité                | 42    | 6,8   | N/A   |
|                    | Tory vainqueur sur Whig | Tory vainqueur sur Whig | Swing | −12.3 |       |

Les limites des circonscriptions ont été redessinées à temps pour les élections générales de 1832.
| Parti              | Parti                   | Candidat                | Voix  | %     | ±     |
| ------------------ | ----------------------- | ----------------------- | ----- | ----- | ----- |
|                    | Whig                    | Charles Francis Norton  | 99    | 32,0  | +20.4 |
|                    | Whig                    | James Mangles           | 82    | 26,5  | +14.9 |
|                    | Tory                    | George Holme Sumner     | 73    | 23,6  | −8.1  |
|                    | Tory                    | Charles Baring Wall     | 55    | 17,8  | −27.4 |
| Majorité           | Majorité                | Majorité                | 9     | 2,9   | N/A   |
| Participation      | Participation           | Participation           | 162   | 92,6  | +18.6 |
| Registre électeurs | Registre électeurs      | Registre électeurs      | 175   |       |       |
|                    | Whig vainqueur sur Tory | Whig vainqueur sur Tory | Swing | +19.1 |       |
|                    | Whig vainqueur sur Tory | Whig vainqueur sur Tory | Swing | +16.3 |       |

| Parti              | Parti                  | Candidat              | Votes  | %       |
| ------------------ | ---------------------- | --------------------- | ------ | ------- |
|                    | Tory                   | Charles Baring Wall   | 117    | 45,2    |
|                    | Tory                   | George Holme Sumner   | 82     | 31,7    |
|                    | Whig                   | George Chapple Norton | 60     | 23,2    |
| Majorité           | Majorité               | Majorité              | 22     | 8,5     |
| Participation      | Participation          | Participation         | c. 130 | c. 74,0 |
| Registre électeurs | Registre électeurs     | Registre électeurs    | c. 175 |         |
|                    | Tory hold              |                       |        |         |
|                    | Tory Vainqueur de Whig |                       |        |         |

## Sources
- Résultats élections, 2015 (BBC)
- Résultats élections, 2010 (BBC)
- Résultats élections, 2005 (BBC)
- Résultats élections, 1997 - 2001 (BBC)
- Résultats élections, 1997 - 2001 (Election Demon)
- Résultats élections,, 1983 - 1992 (Election Demon)
- Résultats élections, 1945 - 1979 (Political Resources)